# Franjevački samostan u Jezeru
Franjevački samostan u Jezeru je bio rimokatolički samostan franjevaca u Jezeru kod Jajca. 

## Povijest
Sagrađen sredinom srednjeg vijeka. Postojao kad i franjevački samostani u Jajcu i Grebenu. Smješten u Donjim krajima. Sredinom 13. stoljeća ovaj kraj pripada banu Mateju Ninoslavu, a početkom 14. stoljeća hrvatskim banovima Šubićima. Postojao još u 14. stoljeću (1375.). Pripadao Kustodiji grebenskoj u Bosanskoj vikariji. U 15. stoljeću nalazio se u herceštvu zemalja Hrvatinića. Neki ga zemljovidi netočno ne prikazuju na prikazima rimokatoličkih samostana u 15. stoljeću. Osmanlije su jezerski samostan porušile nakon osvojenja.